# Буторин (мыс)
Буторин — мыс на Мурманском берегу Баренцева моря, к западу от устья реки Рынды.

## Географическое положение
Мыс Буторин расположен на Баренцевом море, в Ловозерском районе Мурманской области. Является северо-западной точкой входа в Кекурскую бухту (губу). С юго-востока бухты находится мыс Кабаки. В направлении к юго-востоку от мыса Буторин находится группа Семи островов.

## Описание
Буторин представляет собой вытянутый, достаточно узкий мыс с высокими обрывистыми берегами (до 53,5 метра над уровнем моря). На мысе осталось несколько жилых построек: дом, баня и постройка под дизель. Состояние, в настоящее время, непригодное для проживание. Когда-то на мысе находился посёлок Буторин мыс, существовавший в 1940—1957 годах, входил в состав Рындского сельсовета Териберского района. В 1608—1611 годах данное поселение было известно как становище Буторина изба, всего было 3 дома.

## Примечание
1. 1 2  ardm. Губа Кекурская и мыс Буторин. точка сборки (13 декабря 2015). Дата обращения: 26 декабря 2022. Архивировано 26 декабря 2022 года.
2. 1 2  Буторин. www.vehi.net. Дата обращения: 26 декабря 2022. Архивировано 26 декабря 2022 года.
3. ↑  БУТОРИН МЫС — Лексикон КС. lexicon.dobrohot.org. Дата обращения: 26 декабря 2022. Архивировано 26 декабря 2022 года.
4. ↑  Буторин. Кольская Энциклопедия. Дата обращения: 28 декабря 2022.